# Sullana
Sullana är en stad i nordvästra Peru i departementet Piura. Staden hade 201 302 invånare år 2015.